# Càlcul numèric
S'entén per càlcul numèric el conjunt de càlculs que es realitzen normalment en un sistema informàtic, tot i que els seus fonaments arrenquen de molt abans de l'existència d'ordinadors, amb la finalitat de simular l'evolució de fenòmens que comportin una certa complexitat.
Tanmateix es tracta d'una simplificació pràctica de l'estudi que està més vastament tractat de forma teòrica i matemàtica dins de l'anàlisi numèrica.

## Història
El camp d'aplicació de l'anàlisi numèrica és molt anterior a la invenció de les calculadores i ordinadors moderns. Efectivament, un bon nombre de matemàtics del passat s'han preocupat per l'anàlisi numèrica, com testifiquen un gran nombre d'algoritmes, com ara el mètode de Newton, la interpolació lagrangiana, l'eliminació de Gauss-Jordan o el mètode d'Euler.
Per tal de facilitar els càlculs manuals, van ser editats voluminosos llibres, que contenien fórmules i taules per donar valors tals com els punts d'interpolació i els coeficients de funcions. Amb l'ajuda d'aquestes taules (molt sovint amb 16 dígits significatius, vàlides per a certes funcions), es podien buscar els valors a utilitzar en les fórmules donades, i obtenir molt bones estimacions de certes funcions. Un treball fonamental en aquest camp és la publicació del NIST (editada per Abramowitz i Stegun), un llibre de més de 1.000 pàgines que abasten un gran nombre de fórmules i funcions usuals, i els seus valors en nombrosos punts. Els valors de les funcions no són ja útils avui dia des que estan disponibles en qualsevol ordinador, però els enfocaments que les va provocar, encara són perfectament vàlids.
La regla de càlcul representava també una aplicació pràctica de les antigues taules numèriques per la seva aproximació ràpida (generalment limitada a 3 o 4 dígits significatius) de certes funcions contínues de variable real senzilles (com les funcions trigonomètriques, logarítmiques i exponencials, i l'aproximació ràpida de la multiplicació). Van ser usades durant molt de temps especialment en l'enginyeria fins a principis dels anys 1980 pel fet que les calculadores dites científiques van ser àmpliament esteses i accessibles al gran públic, en aquests anys, a un preu mòdic, fins i tot inferior al preu de cost de la fabricació de les mateixes regles de càlcul..
Però la invenció de l'ordinador també ha influït, i ha estès àmpliament, el camp d'aplicació de l'anàlisi numèrica, des del moment que poden ser realitzats càlculs molt més llargs i complicats.

## Aplicacions
Els algoritmes de l'anàlisi numèrica són utilitzats de forma rutinària per resoldre nombrosos problemes en les ciències aplicades i l'enginyeria.
Exemples d'això pot ser el disseny d'estructures com els ponts, sistemes aeronàutics o d'automòbils. (Es pot veure, per exemple, Disseny assistit per ordinador, Ciències físiques numèriques, dinàmiques numèriques de fluids o sistemes complexos i caòtics (veure meteorologia, models climàtics, l'anàlisi, la modelització o el disseny de molècules (veure Química numèrica, bioquímica, genètica), la recerca petrolífera i la geològica, l'astrofísica, les arts gràfiques, la modelització 3D (efectes especials al cinema, els dibuixos animats, els videojocs, l'estadística aplicada (demografia, models econòmics, ...), l'anàlisi financer o borsari.
De fet, pràcticament tots els superordinadors usen contínuament algoritmes d'anàlisi numèrica. Conseqüentment, l'eficàcia d'aquests algoritmes té un paper molt important, i un mètode heurístic pot ser preferit a un mètode basat en sòlids fonaments teòrics, per la senzilla raó de ser més eficaç.
Normalment, també la recerca fonamental en anàlisi numèrica utilitza resultats empírics de càlcul numèric per tal de provar nous mètodes i simplificar l'anàlisi dels problemes (especialment per eliminar falses pistes o verificar sumàriament la validesa d'una demostració complicada, o intentar invalidar una conjectura, malgrat que usi també, amb tota seguretat, axiomes matemàtics, teoremes i demostracions).

## Programes
Llista de programes d'anàlisi numèrica
Actualment, la major part dels algoritmes són implementats i carregats en un ordinador. El portal Netlib conté diverses col·leccions de rutines lògiques per als problemes numèrics, principalment en Fortran i en llenguatge C. Entre els productes comercials, s'han implementat nombrosos algoritmes numèrics diferents, existeixen les biblioteques numèriques IMSL i NAG; una alternativa lliures és la biblioteca GSL (GNU Scientific Library). Altres biblioteques utilitzen un enfocament diferent basat en instruccions numèriques que arriben a desfer la comprensió dels algoritmes clàssics.
Altres llenguatges populars de càlcul numèric són Scilab, MATLAB, i els llenguatges de programació IDL (Interactive Data Language) i Python. Aquests són llenguatges interpretats (també anomenats a vegades llenguatges de script), però permeten el desenvolupament ràpid i poden, si cal, ser convertits en Fortran o en C per a càlculs més ràpids.
Els sistemes algebraics numèrics tals com Mathematica o Maple (els sistemes de programa lliure que inclouen Maxima, Axiom, calc i Yacas, poden també ser utilitzats per al càlcul numèric informatitzat. Tanmateix, el seu camp està generalment lligat al càlcul simbòlic, i aquests sistemes poden ajudar a transformar un problema numèric complex en una successió finita de càlcul numèric simple, avaluades aleshores individualment per receptes numèriques amb algunes condicions.